# Дипика Падуконе
Дипика Падуконе (Копенхаген, 5. јануар 1986) је индијска филмска глумица. Једна је од најплаћенијих глумица на свету и добитница неколико награда, укључујући и три Филмферове награде. Почела је да снима филмове у Холивуду.

## Биографија
Рођена је у Копенхагену, а одрасла у Бангалору. Мајка Ујала је туристички агент. Падуконе је ћерка индијске бадминтон легенде Пракаса Падуконеа, а и она сама се једно време такмичила у том спорту на државном нивоу. Са козметичком кућом Гарније потписала је уговор од 880.000 долара, што је рекордно велики уговор за глумицу из Индије, а иначе је заштитно лице брендова Тисот, Сони, Нескафе, Мејбилајн, и Пепси.
Неколико пута је проглашена за најпожељнију Индијку на свету.

## Филмографија
| Улоге  |                             |               |                          |          |
| Година | Српски назив                | Изворни назив | Улога                    | Напомена |
| 2007.  | Када један живот мало       |               | Шантиприја / Сенди       |          |
| 2008.  | Пажљиво лепотици!           |               | Гајатри                  |          |
| 2008.  |                             | Саки / Сузи   |                          |          |
| 2009.  | Љубав јуче и данас          |               | Мира Пандит              |          |
| 2010.  | Пуна кућа                   |               | Сенди                    |          |
| 2012.  | Коктел                      |               | Вероника Маланеj         |          |
| 2013.  |                             |               | Лила Санера              |          |
| 2013.  | Ченаj експрес               |               | Миналочани Азагусундарам |          |
| 2013.  | Ово омладине је луди        |               | Најна Талвар             |          |
| 2014.  | Легенда                     |               | Вадана Деви              | [ 5 ]    |
| 2014.  | Срећна Нова година          |               | Мохини Џоши              |          |
| 2015.  | Пику                        |               | Пику Банерџи             |          |
| 2015.  | Баџирао и Мастани           |               | Мастани                  |          |
| 2017.  | XXX: Повратак Ксандер Кејдж |               | Серена Унгер             | [ 6 ]    |

## Награде

### Филмферова награда
- Награђена
  - 2008. — Филмферова награда за најбољу женски дебут у филму Када један живот мало
  - 2014. — Филмферова награда за најбољу главну глумицу у филму Goliyon Ki Raasleela: Ram-Leela
  - 2016. — Филмферова награда за најбољу главну глумицу у филму Пику
- Номинована
  - 2008. — Филмферова награда за најбољу главну глумицу у филму Када један живот мало
  - 2010. — Филмферова награда за најбољу главну глумицу у филму Љубав јуче и данас
  - 2013. — Филмферова награда за најбољу главну глумицу у филму Коктел
  - 2014. — Филмферова награда за најбољу главну глумицу у филму Ченаj експрес
  - 2016. — Филмферова награда за најбољу главну глумицу у филму Баџирао и Мастани

### Интернационална индијска филмска академија
- Награђена
  - 2008. — ИИФА за звезден женски дебут године у филму Када један живот мало
  - 2014. — ИИФА за најбољу главну глумицу у филму Ченаj експрес
  - 2016. — ИИФА за најбољу главну глумицу у филму Пику
- Номинована
  - 2008. — ИИФА за најбољу главну глумицу у филму Када један живот мало
  - 2010. — ИИФА за најбољу главну глумицу у филму Љубав јуче и данас
  - 2013. — ИИФА за најбољу главну глумицу у филму Коктел
  - 2014. — ИИФА за најбољу главну глумицу у филму Ово омладине је луди
  - 2014. — ИИФА за најбољу главну глумицу у филму Goliyon Ki Raasleela: Ram-Leela
  - 2015. — ИИФА за најбољу главну глумицу у филму Срећна Нова година
  - 2016. — ИИФА за најбољу главну глумицу у филму Баџирао и Мастани